# Pancho Jaime
Pancho Jaime, también conocido como PJ y La mamá del rock, es el alias con el que se conoció a Víctor Francisco Jaime Orellana (1946 - 1989), fue un editor de su propia revista independiente ecuatoriano, y (roquero) una figura reconocida del rock ecuatoriano en las décadas de 1970 y 1980.
Pancho Jaime se trasladó con sus padres en los años 1950 a Los Ángeles, Estados Unidos, siendo parte de la primera ola de emigrantes ecuatorianos a dicho país. A su regreso en los años 1970, tomó como punto de comparación lo que conoció de su estadía en Estados Unidos con lo que sucedía en el ámbito político, social y música rock en el Ecuador. Por ello decidió crear su propia revista independiente, con artículos de su propia autoría y opiniones muy críticas y fuertes a la política ecuatoriana, con un lenguaje soez haciendo reclamos sobre como se manejaban las cosas en el país. Fue asesinado en 1989.